# Пайдак Марія Юріївна
Марія Юріївна Пайдак (нар. 7 липня 1937, село Келечин, Чехословаччина, тепер Міжгірського району Закарпатської області) — українська радянська діячка, голова виконкому Келечинської сільської ради Міжгірського району Закарпатської області. Депутат Верховної Ради УРСР 9-го та 10-го скликань.

## Біографія
Освіта середня спеціальна.
У 1954—1960 роках — зоотехнік, агроном колгоспу «Червоний Жовтень» Міжгірського району Закарпатської області.
Член КПРС з 1958 року.
У 1960—1963 роках — агроном колгоспу «Заповіт Ілліча» Міжгірського району Закарпатської області.
З 1963 року — голова виконавчого комітету Келечинської сільської ради депутатів трудящих Міжгірського району Закарпатської області.
Потім — на пенсії в селі Келечині Міжгірського району Закарпатської області.

## Нагороди
- ордени.
- медалі.